# Treasure (zespół muzyczny)
Treasure (hangul: 트레저; jap. トレジャ) – południowokoreański boysband utworzony w 2019 przez YG Entertainment, przez program survivalowy YG Treasure Box (2018). Grupa składa się z 10 członków: Choi Hyun-suk, Jihoon, Yoshi, Junkyu, Yoon Jae-hyuk, Asahi, Doyoung, Haruto, Park Jeong-woo i So Jung-hwan. Pierwotnie grupa składała się z dwunastu członków, ale Mashiho i Bang Ye-dam zrobili sobie przerwę w maju 2022 roku po czym odeszli 8 listopada 2022 roku. Grupa zadebiutowała 7 sierpnia 2020 roku z single albumem The First Step: Chapter One.
Grupa została nazwana „Global Super Rookies” w 2020 roku i zostali uznani za jeden z najlepszych zespołów, które zadebiutowały w tym roku. Ponadto stali się najszybszym południowokoreańskim zespołem, który osiągnął Billboard’s Social 50, i zdobyli nagrody dla „Rookie Artist of the Year” na 35 Golden Disc Awards i „Best New Male Artist” na 2020 Mnet Asian Music Awards.

## Historia

### 2010–2019: Przed debiutem iYG Treasure Box
Yedam w młodości nagrywał z rodzicami piosenki do reklam i programów animowanych i ścieżek dźwiękowych. Następnie w 2012 roku pojawił się w K-pop Star 2 i zajął drugie miejsce, przegrywając z AKMU. Jung-hwan wcielał się w pomniejsze role jako aktor dziecięcy i dołączył do K-Tigers, jednej z wiodących na świecie drużyn pokazowych taekwondo. W styczniu 2017 roku Mashiho pojawił się w krótkim muzycznym filmie AKMU „Spring of Winter”. Od października 2017 roku do stycznia 2018 roku Hyun-suk i Junkyu brali udział w programie survivalowym Mix Nine, zajmując odpowiednio 5. i 35. miejsce. W tym samym czasie, od 21 listopada 2017 roku, Jihoon, Yedam i Doyoung pojawili się w programie „Stray Kids” jako reprezentanci YG Entertainment.
YG Entertainment udokumentowało powstanie ich zespołu poprzez transmisję internetową, która była jednocześnie transmitowana w sieci kablowej JTBC2. Dwudziestu dziewięciu stażystów zostało zaprezentowanych w listopadzie za pośrednictwem programu YG Treasure Box, podczas którego przeprowadzono serię eliminacji. Haruto, Yedam, Junghwan i Junkyu jako pierwsi dołączyli do składu, a następnie Jeongwoo, Jaehyuk i Hyunsuk, pod nazwą Treasure. Jednakże 29 stycznia 2019 roku ujawniono drugi skład – złożony z Ha Yoon-bina, Takaty Mashiho, Kim Do-younga, Kanemoto Yoshinoriego, Park Ji-hoona i Hamady Asahi, pod nazwą Magnum. Całą grupę nazwano Treasure 13. 31 grudnia 2019 roku Yoon-bin rozwiązał kontrakt z wytwórnią, aby kontynuować karierę solową. Obie grupy zostały następnie na stałe połączone w zespół Treasure, tworząc pierwszy boysband wytwórni od 2015 roku.

### 2020: Debiut z seriąThe First Step
5 czerwca Yedam został pierwszym członkiem, który zadebiutował jako solista, wydając swój cyfrowy singel „Wayo” (kor. 왜요). Promowanie singla nie zostało przeprowadzone ze względu na jego skupienie się na przygotowaniach do debiutu z Treasure. „Wayo” zajął 10. miejsce na liście Billboard World Digital Song Sales.
Treasure zadebiutowali 7 sierpnia, wydając single album The First Step: Chapter One, będący pierwszą częścią serii The First Step. Na płycie znalazły się dwie piosenki: „Boy” i „Come to Me” (kor. 들어와 (COME TO ME)). Grupa uzyskała ponad 170 tys. zamówień w przedsprzedaży w ciągu kilku dni przed wydaniem fizycznego albumu 13 sierpnia. Główny singel, „Boy”, odniósł sukces w Japonii, zajmując czołowe miejsca na muzycznych platformach streamingowych, w tym Line Music, Rakuten i AWA. Promocję płyty rozpoczęli 9 sierpnia przez swój pierwszy występ w programie muzycznym Inkigayo. Singel otrzymał status platynowej płyty od Korea Music Content Association (KMCA).
Druga część serii została wydana 18 września jako single album zatytułowany The First Step: Chapter Two, który był promowany przez utwór „I Love You” (kor. 사랑해 (I LOVE YOU)). Utwór ten uplasował się na szczycie miesięcznej listy Rakuten Music za miesiąc wrzesień. Singel również otrzymał status platynowej płyty od KMCA. Dzięki obu wydawnictwom grupa uzyskała tytuł „Half a Million Seller”.
Trzecia część serii została wydana 6 listopada – single album The First Step: Chapter Three i jego głównym utwór „Mmm” (kor. 음 (MMM)). Na płycie znalazły się dwie piosenki. W ciągu 3 miesięcy od debiutu łączna sprzedaż płyt przekroczyła 710 tys. egzemplarzy. 28 listopada grupa oficjalnie zdobyła swoją pierwszą nagrodę – „Rookie of the Year” podczas Asia Artist Awards.

### 2021: Pierwszy album studyjny i japoński debiut

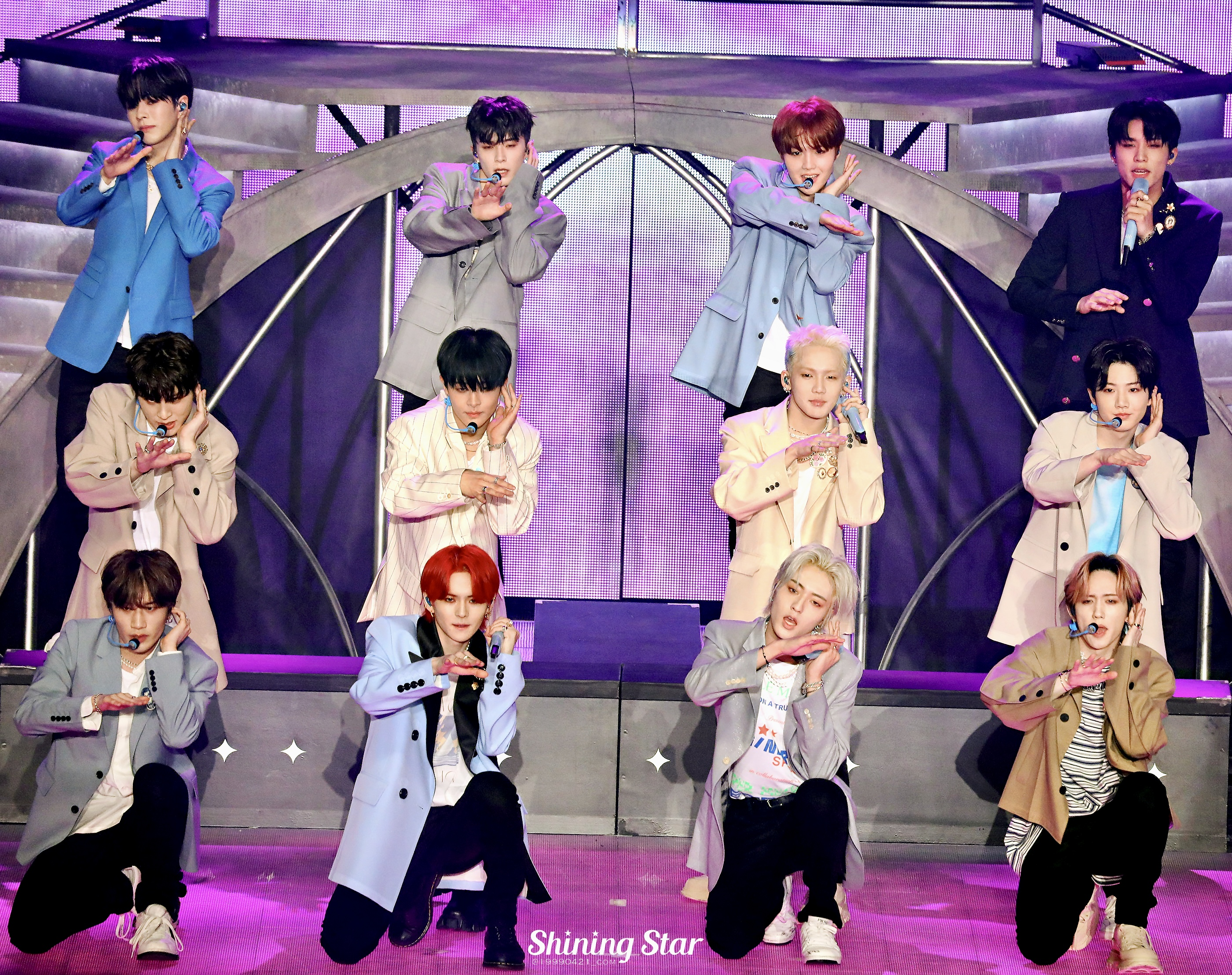
Treasure wykonujący utwór „Darari” podczas swojego pierwszego koncertu zatytułowanego Trace, który odbył się w hali Olimpijskiej w Seulu 10 kwietnia 2022 roku.

11 stycznia 2021 roku, jako zakończenie serii The First Step, Treasure wydali swój pierwszy album studyjny The First Step: Treasure Effect wraz z głównym singlem „My Treasure”. Album zajął trzecie miejsce na liście Gaon Weekly Album Chart. Ogółem seria The First Step sprzedała się w liczbie ponad miliona egzemplarzy i w rezultacie przyniosła grupie tytuł „Million Seller” w ciągu 5 miesięcy od debiutu.
Pierwszy japoński album Treasure, zatytułowany tak samo jak ich koreański album, został wydany 31 marca wraz z teledyskiem do utworu „Beautiful”. Płyta zawierała japońskie wersje wszystkich ich dotychczasowych piosenek oraz „Beautiful”. Album zadebiutował i zajmował pierwsze miejsce na Oricon Daily Chart przez cztery dni, a także zadebiutował na szczycie Oricon Weekly Album Chart ze sprzedażą 57 tys. egzemplarzy w pierwszym tygodniu. 2 kwietnia odbył się ich japoński debiut telewizyjny w programie muzycznym Buzz Rhythm stacji Nippon TV, gdzie wykonali japońską wersję „Boy”.

### 2022: SeriaThe Second Step, odejście Mashiho i Yedama
15 lutego 2022 roku został wydany pierwszy minialbum grupy, The Second Step: Chapter One, który przekroczyła 600 000 kopii w przedsprzedaży w osiem dni. Album sprzedał się w 700 000 egzemplarzy w trzy dni po wydaniu, co jest najlepszym wynikiem grupy.  24 lutego Treasure zdobyli swoje pierwsze w historii zwycięstwo w programie muzycznymj Show Champion z „Jikjin". 
23 marca 2022 roku została wydana japońskojęzyczna wersja minialbumu The Second Step: Chapter One. 
4 października grupa wydała drugi minialbum z serii, The Second Step: Chapter Two, z tytułowym singlem, „Hello”.
8 listopada YG Entertainment wydało oświadczenie, w którym poinformowali że, Bang Ye-dam i Mashiho odejdą z grupy. Yedam postanowił rozpocząć karierę jako producent, podczas gdy Mashiho skupia się na swoim zdrowiu.

### Od 2023:Rebooti podgrupa
10-osobowy zespół ponownie połączył się z serią Black Clover, aby nagrać ścieżkę dźwiękową do filmu z utworem „Here I Stand”. Jego wersja cyfrowa stała się ich pierwszym numerem jeden na liście Billboard Japan Hot 100, a także pierwszym singlem z platynową certyfikacją przyznaną przez RIAJ, kiedy utwór został umieszczony na albumie o tym samym tytule.
Treasure wkroczyło w nowy etap w swojej karierze z debiutancką oficjalną podgrupą o nazwie T5, w której skład wchodzą So Jung-hwan, Junkyu, Jihoon, Yoon Jae-hyuk i Doyoung. Wideo przedstawiające choreografię cyfrowego singla „Move”, którego tekst został napisany wyłącznie przez Junkyu, zostało wydane 21 czerwca 2023 roku, tydzień przed oficjalną premierą. Podgrupa i jej cyfrowy singel pełniły rolę przedpremierowego wydania przed drugim albumem studyjnym zespołu, zatytułowanym Reboot, którego premiera jest zaplanowana na 28 lipca. 3 lipca ogłoszono, że grupa podpisała kontrakt z Columbia Records, aby pomóc w globalnej dystrybucji oraz lokalnym marketingu i promocji w Ameryce Północnej.
Uznany za kontynuację nowej ery zapoczątkowanej albumem Reboot (2023), Treasure wydali cyfrowy singiel „King Kong” 28 maja 2024 roku. W Japonii zespół został wybrany do zaśpiewania piosenki otwierającej „Reverse” do japońskiego serialu telewizyjnego Densetsu no Atama Sho, w którym występuje Fumiya Takahashi. Utwór został również włączony do drugiego japońskiego single albumu zespołu King Kong / Reverse, wydanego 21 sierpnia.
Po Nowym Roku, Junkyu i Asahi przejęli rolę liderów zespołu od Choi Hyun-suka i Jihoona w 2025 roku. Dla trzeciego minialbumu Treasure ukazał się cyfrowy singiel przedpremierowy zatytułowany „Last Night” 5 grudnia 2024 roku. Minialbum Pleasure został wydany 7 marca 2025 roku, a jego głównym singlem był utwór „Yellow”.

## Członkowie

### Obecni
| Pseudonim      | Pseudonim | Prawdziwe imię                      | Data urodzenia   | Pozycja w zespole  |
| Latynizacja    | Hangul    | Prawdziwe imię                      | Data urodzenia   | Pozycja w zespole  |
| -------------- | --------- | ----------------------------------- | ---------------- | ------------------ |
| Choi Hyun-suk  | 최현석    | Choi Hyun-suk (kor. 최현석)         | 21 kwietnia 1999 | raper, tancerz     |
| Jihoon         | 지훈      | Park Ji-hoon (kor. 박지훈)          | 14 marca 2000    | tancerz, wokalista |
| Yoshi          | 요시      | Yoshinori Kanemoto (jap. 金本 芳典) | 15 maja 2000     | raper, tancerz     |
| Junkyu         | 준규      | Kim Jun-kyu (kor. 김준규)           | 9 września 2000  | lider, wokalista   |
| Yoon Jae-hyuk  | 윤재혁    | Yoon Jae-hyuk (kor. 윤재혁)         | 23 lipca 2001    | raper, wokalista   |
| Asahi          | 아사히    | Asahi Hamada (jap. 濱田 朝光)       | 20 sierpina 2001 | lider, wokalista   |
| Doyoung        | 도영      | Kim Do-young (kor. 김도영)          | 4 grudnia 2003   | tancerz, wokalista |
| Haruto         | 하루토    | Haruto Watanabe (jap. 渡邊 溫斗)    | 5 kwietnia 2004  | główny raper       |
| Park Jeong-woo | 박정우    | Park Jeong-woo (kor. 박정우)        | 28 września 2004 | główny wokalista   |
| So Jung-hwan   | 소정환    | So Jung-hwan (kor. 소정환)          | 18 lutego 2005   | wokalista, maknae  |

### Byli
| Pseudonim   | Pseudonim | Prawdziwe imię                    | Data urodzenia | Pozycja w zespole  |
| Latynizacja | Hangul    | Prawdziwe imię                    | Data urodzenia | Pozycja w zespole  |
| ----------- | --------- | --------------------------------- | -------------- | ------------------ |
| Mashiho     | 마시호    | Mashiho Takata (jap. 高田 真史帆) | 25 marca 2001  | tancerz, wokalista |
| Bang Ye-dam | 방예담    | Bang Ye-dam (kor. 방예담)         | 7 maja 2002    | główny wokalista   |

## Dyskografia

### Albumy studyjne
| Rok  | Dane dot. albumu | Najwyższa pozycja | Najwyższa pozycja | Najwyższa pozycja | Sprzedaż                          | Certyfikat       |
| Rok  | Dane dot. albumu | KOR (Circle)      | JPN (Oricon)      | JPN Hot           | Sprzedaż                          | Certyfikat       |
| ---- | --- | ----------------- | ----------------- | ----------------- | --------------------------------- | ---------------- |
| 2021 | The First Step: Treasure Effect - Wydany: 11 stycznia 2021 (KOR) - Wydany: 31 marca 2021 (JPN) - Wytwórnia: YG Entertainment, YGEX - Format: CD, digital download, streaming | 1                 | 1                 | 1                 | - KOR: 386 624+ - JPN: 116 530+   | - KMCA: Platinum |
| 2023 | Reboot - Wydany: 28 lipca 2023 - Wytwórnia: YG Entertainment, Columbia - Format: CD, digital download, streaming                                                             | 1                 | 1                 | 1                 | - KOR: 1 880 116+ - JPN: 221 672+ | - KMCA: Million  |

### Minialbumy
| Rok        | Dane dot. albumu | Najwyższa pozycja | Najwyższa pozycja | Najwyższa pozycja | Sprzedaż                        | Certyfikat                       |
| Rok        | Dane dot. albumu | KOR (Circle)      | JPN (Oricon)      | JPN Hot           | Sprzedaż                        | Certyfikat                       |
| Koreańskie | Koreańskie | Koreańskie        | Koreańskie        | Koreańskie        | Koreańskie                      | Koreańskie                       |
| ---------- | --- | ----------------- | ----------------- | ----------------- | ------------------------------- | -------------------------------- |
| 2022       | The Second Step: Chapter One - Wydany: 15 lutego 2022 (KOR) - Wydany: 31 marca 2022 (JPN) - Wytwórnia: YG Entertainment, YGEX - Format: CD, digital download, streaming          | 1                 | 1                 | 1                 | - KOR: 835 686+ - JPN: 138 595+ | - KMCA: 3× Platinum              |
| 2022       | The Second Step: Chapter Two - Wydany: 4 października 2022 (KOR) - Wydany: 30 listopada 2022 (JPN) - Wytwórnia: YG Entertainment, YGEX - Format: CD, digital download, streaming | 2                 | 2                 | 2                 | - KOR: 661 553+ - JPN: 163 252+ | - KMCA: 2× Platinum - RIAJ: Gold |
| 2025       | Pleasure - Wydany: 7 marca 2025 - Wytwórnia: YG Entertainment, Columbia - Format: CD, digital download, streaming                                                                | 1                 | 2                 | 4                 | - KOR: 801 912+ - JPN: 137 661+ |                                  |
| Japońsakie | |                   |                   |                   |                                 |                                  |
| 2024       | Reboot -JP Special Selection- - Wydany: 21 lutego 2024 - Wytwórnia: YGEX - Format: CD, digital download, streaming                                                               | —                 | 2                 | 1                 | - JPN: 69 488                   |                                  |

### Albumy koncertowe
| Rok  | Dane dot. albumu | Najwyższa pozycja | Sprzedaż       |
| Rok  | Dane dot. albumu | JPN (Oricon)      | Sprzedaż       |
| ---- | --- | ----------------- | -------------- |
| 2023 | Treasure Japan Tour 2022-23 ~Hello~ Special in Kyocera Dome Osaka - Wydany: 6 grudnia 2023 - Wytwórnia: YGEX - Format: CD, DVD, digital download, streaming           | 1                 | - JPN: 16 046+ |
| 2024 | 2024 Treasure Tour Reboot In Japan + 2024 Treasure Fan Meeting Wonderland - Wydany: 6 listopada 2024 - Wytwórnia: YGEX - Format: CD, DVD, digital download, streaming | 3                 | - JPN: 19 808+ |

### Single

#### Single album
| Rok        | Dane dot. albumu | Najwyższa pozycja | Najwyższa pozycja | Sprzedaż        | Certyfikat       |
| Rok        | Dane dot. albumu | KOR (Circle)      | JPN (Oricon)      | Sprzedaż        | Certyfikat       |
| Koreańskie | Koreańskie | Koreańskie        | Koreańskie        | Koreańskie      | Koreańskie       |
| ---------- | --- | ----------------- | ----------------- | --------------- | ---------------- |
| 2020       | The First Step: Chapter One - Wydany: 7 sierpnia 2020 - Wytwórnia: YG Entertainment - Format: CD, digital download, streaming    | 1                 | —                 | - KOR: 247 983+ | - KMCA: Platinum |
| 2020       | The First Step: Chapter Two - Wydany: 18 września 2020 - Wytwórnia: YG Entertainment - Format: CD, digital download, streaming   | 2                 | —                 | - KOR: 239 326+ | - KMCA: Platinum |
| 2020       | The First Step: Chapter Three - Wydany: 6 listopada 2020 - Wytwórnia: YG Entertainment - Format: CD, digital download, streaming | 1                 | —                 | - KOR: 232 134+ | - KMCA: Platinum |
| Japońskie  | |                   |                   |                 |                  |
| 2023       | Here I Stand - Wydany: 29 marca 2023 - Wytwórnia: YGEX - Format: CD, DVD, digital download, streaming                            | —                 | 2                 | - JPN: 235 347+ | - RIAJ: Platinum |
| 2024       | King Kong / Reverse - Wydany: 19 sierpnia 2024 - Wytwórnia: YGEX - Format: CD, DVD, digital download, streaming                  | —                 | 2                 | - JPN: 108 347+ | - RIAJ: Gold     |

Single cyfrowe
| Tytuł                                                     | Rok        | Najwyższa pozycja | Najwyższa pozycja | Najwyższa pozycja | Najwyższa pozycja | Najwyższa pozycja | Najwyższa pozycja | Najwyższa pozycja | Najwyższa pozycja | Album                           |
| Tytuł                                                     | Rok        | Circle            | JPN Hot           | IDA               | MLY               | PHL               | VIE               | US World          | WW                | Album                           |
| Koreańskie                                                | Koreańskie | Koreańskie        | Koreańskie        | Koreańskie        | Koreańskie        | Koreańskie        | Koreańskie        | Koreańskie        | Koreańskie        | Koreańskie                      |
| --------------------------------------------------------- | ---------- | ----------------- | ----------------- | ----------------- | ----------------- | ----------------- | ----------------- | ----------------- | ----------------- | ------------------------------- |
| „Boy”                                                     | 2020       | –                 | 46                | –                 | –                 | –                 | –                 | 7                 | –                 | The First Step: Treasure Effect |
| „I Love You” (사랑해)                                     | 2020       | –                 | –                 | –                 | –                 | –                 | –                 | 9                 | 170               | The First Step: Treasure Effect |
| „Mmm” (음)                                                | 2020       | –                 | –                 | –                 | –                 | –                 | –                 | 11                | –                 | The First Step: Treasure Effect |
| „My Treasure”                                             | 2021       | –                 | 54                | –                 | –                 | –                 | –                 | –                 | –                 | The First Step: Treasure Effect |
| „Jikjin” (직진)                                           | 2022       | 69                | 21                | 1                 | 1                 | 7                 | 41                | –                 | 110               | The Second Step: Chapter One    |
| „Hello”                                                   | 2022       | 97                | 43                | 4                 | 22                | –                 | –                 | –                 | –                 | The Second Step: Chapter Two    |
| „Move (T5)”                                               | 2023       | 162               | 56                | –                 | –                 | –                 | –                 | –                 | –                 | Reboot                          |
| „Bona Bona”                                               | 2023       | 27                | 47                | 11                | –                 | –                 | –                 | –                 | –                 | Reboot                          |
| „King Kong”                                               | 2024       | 161               | 60                | –                 | –                 | –                 | –                 | –                 | –                 | –                               |
| „Last Night”                                              | 2024       | –                 | 80                | –                 | –                 | –                 | –                 | –                 | –                 | Pleasure                        |
| „Yellow”                                                  | 2025       | –                 | 22                | –                 | –                 | –                 | –                 | –                 | –                 | Pleasure                        |
| Japońskie                                                 |            |                   |                   |                   |                   |                   |                   |                   |                   |                                 |
| „Here I Stand”                                            | 2023       | –                 | 1                 | –                 | –                 | –                 | –                 | –                 | –                 | Here I Stand                    |
| „–” oznacza, że singiel nie był notowany na danej liście. |            |                   |                   |                   |                   |                   |                   |                   |                   |                                 |

Pozostałe notowane utwory
| Tytuł                                                     | Rok  | Najwyższa pozycja | Najwyższa pozycja | Najwyższa pozycja | Najwyższa pozycja | Najwyższa pozycja | Najwyższa pozycja | Najwyższa pozycja | Najwyższa pozycja | Najwyższa pozycja | Album                           |
| Tytuł                                                     | Rok  | Circle            | JPN Hot           | INA               | MLY               | PHL               | SGP               | VIE               | US World          | WW                | Album                           |
| --------------------------------------------------------- | ---- | ----------------- | ----------------- | ----------------- | ----------------- | ----------------- | ----------------- | ----------------- | ----------------- | ----------------- | ------------------------------- |
| „Come To Me” (들어와)                                     | 2020 | –                 | –                 | –                 | –                 | –                 | –                 | –                 | 10                | –                 | The First Step: Treasure Effect |
| „B.L.T” (Bling Like This)                                 | 2020 | –                 | –                 | –                 | –                 | –                 | –                 | –                 | 14                | –                 | The First Step: Treasure Effect |
| „Orange” (오렌지)                                         | 2020 | –                 | –                 | –                 | –                 | –                 | –                 | –                 | 22                | –                 | The First Step: Treasure Effect |
| „Darari” (다라리)                                         | 2022 | 158               | 40                | 2                 | 7                 | 8                 | 3                 | 26                | –                 | 169               | The Second Step: Chapter One    |
| „U"                                                       | 2022 | –                 | 49                | –                 | –                 | –                 | –                 | –                 | –                 | –                 | The Second Step: Chapter One    |
| „–” oznacza, że singiel nie był notowany na danej liście. |      |                   |                   |                   |                   |                   |                   |                   |                   |                   |                                 |

## Trasy koncertowe

### Treasure Tour: Hello(2022–2023)
| Treasure Tour: Hello (2022–2023) | Treasure Tour: Hello (2022–2023) | Treasure Tour: Hello (2022–2023) | Treasure Tour: Hello (2022–2023)                   | Treasure Tour: Hello (2022–2023) | Treasure Tour: Hello (2022–2023) |
| Data                             | Miejscowość                      | Państwo                          | Obiekt                                             | Frekwencja                       | Źródło                           |
| -------------------------------- | -------------------------------- | -------------------------------- | -------------------------------------------------- | -------------------------------- | -------------------------------- |
| 12 listopada 2022                | Seul                             | Korea Południowa                 | KSPO Dome                                          | —                                | [ 91 ]                           |
| 13 listopada 2022                | Seul                             | Korea Południowa                 | KSPO Dome                                          | —                                | [ 91 ]                           |
| 26 listopada 2022                | Sapporo                          | Japonia                          | Hokkaido Prefectural Sports Center Hokkai Kitayell | 220 000                          | [ 92 ]                           |
| 27 listopada 2022                | Sapporo                          | Japonia                          | Hokkaido Prefectural Sports Center Hokkai Kitayell | 220 000                          | [ 92 ]                           |
| 3 grudnia 2022                   | Echizen                          | Japonia                          | Sun Dome Fukui                                     | 220 000                          | [ 92 ]                           |
| 6 grudnia 2022                   | Nagoja                           | Japonia                          | Nippon Gaishi Hall                                 | 220 000                          | [ 92 ]                           |
| 7 grudnia 2022                   | Nagoja                           | Japonia                          | Nippon Gaishi Hall                                 | 220 000                          | [ 92 ]                           |
| 17 grudnia 2022                  | Fukuoka                          | Japonia                          | Marine Messe Fukuoka                               | 220 000                          | [ 92 ]                           |
| 18 grudnia 2022                  | Fukuoka                          | Japonia                          | Marine Messe Fukuoka                               | 220 000                          | [ 92 ]                           |
| 21 grudnia 2022                  | Kobe                             | Japonia                          | Kobe Port Island Hall                              | 220 000                          | [ 92 ]                           |
| 22 grudnia 2022                  | Kobe                             | Japonia                          | Kobe Port Island Hall                              | 220 000                          | [ 92 ]                           |
| 24 grudnia 2022                  | Kobe                             | Japonia                          | Kobe Port Island Hall                              | 220 000                          | [ 92 ]                           |
| 25 grudnia 2022                  | Kobe                             | Japonia                          | Kobe Port Island Hall                              | 220 000                          | [ 92 ]                           |
| 31 grudnia 2022                  | Tokio                            | Japonia                          | Tokyo Metropolitan Gymnasium                       | 220 000                          | [ 92 ]                           |
| 3 stycznia 2023                  | Saitama                          | Japonia                          | Saitama Super Arena                                | 220 000                          | [ 92 ]                           |
| 4 stycznia 2023                  | Saitama                          | Japonia                          | Saitama Super Arena                                | 220 000                          | [ 92 ]                           |
| 28 stycznia 2023                 | Osaka                            | Japonia                          | Kyocera Dome Osaka                                 | 80 000                           | [ 92 ]                           |
| 29 stycznia 2023                 | Osaka                            | Japonia                          | Kyocera Dome Osaka                                 | 80 000                           | [ 92 ]                           |
| 4 marca 2023                     | Tajpej                           | Tajwan                           | NTSU Arena                                         | 6 000                            | [ 93 ]                           |
| 11 marca 2023                    | Kuala Lumpur                     | Malezja                          | Malawati Stadium                                   | 6 000                            | [ 94 ]                           |
| 18 marca 2023                    | Dżakarta                         | Indonezja                        | Indonesia Convention Exhibition                    | —                                | [ 95 ]                           |
| 19 marca 2023                    | Dżakarta                         | Indonezja                        | Indonesia Convention Exhibition                    | —                                | [ 95 ]                           |
| 31 marca 2023                    | Bangkok                          | Tajlandia                        | Impact Arena                                       | 30 000                           | [ 96 ]                           |
| 1 kwietnia 2023                  | Bangkok                          | Tajlandia                        | Impact Arena                                       | 30 000                           | [ 96 ]                           |
| 2 kwietnia 2023                  | Bangkok                          | Tajlandia                        | Impact Arena                                       | 30 000                           | [ 96 ]                           |
| 8 kwietnia 2023                  | Singapur                         | Singapur                         | Singapore Indoor Stadium                           | 6 000                            | [ 97 ]                           |
| 14 kwietnia 2023                 | Manila                           | Filipiny                         | SM Mall of Asia Arena                              | —                                | [ 95 ]                           |
| 15 kwietnia 2023                 | Manila                           | Filipiny                         | SM Mall of Asia Arena                              | —                                | [ 95 ]                           |
| 22 kwietnia 2023                 | Makau                            | Makau                            | Galaxy Arena at Galaxy Macau                       | —                                | [ 95 ]                           |
| 20 maja 2023                     | Hongkong                         | Chiny                            | AsiaWorld–Arena                                    | —                                | [ 95 ]                           |
| Łącznie                          | Łącznie                          | Łącznie                          | Łącznie                                            | 420 000                          | [ 98 ]                           |

### Treasure Fanmeeting: Hello Again(2023)
| Treasure Fanmeeting: Hello Again (2023) | Treasure Fanmeeting: Hello Again (2023) | Treasure Fanmeeting: Hello Again (2023) | Treasure Fanmeeting: Hello Again (2023) | Treasure Fanmeeting: Hello Again (2023) | Treasure Fanmeeting: Hello Again (2023) |
| Data                                    | Miejscowość                             | Państwo                                 | Obiekt                                  | Frekwencja                              | Źródło                                  |
| --------------------------------------- | --------------------------------------- | --------------------------------------- | --------------------------------------- | --------------------------------------- | --------------------------------------- |
| 2 września 2023                         | Fukuoka                                 | Japonia                                 | Fukuoka Convention Center               | —                                       | [ 99 ]                                  |
| 3 września 2023                         | Fukuoka                                 | Japonia                                 | Fukuoka Convention Center               | —                                       | [ 99 ]                                  |
| 8 września 2023                         | Hyogo                                   | Japonia                                 | Kobe Port Island Hall                   | —                                       | [ 99 ]                                  |
| 9 września 2023                         | Hyogo                                   | Japonia                                 | Kobe Port Island Hall                   | —                                       | [ 99 ]                                  |
| 10 września 2023                        | Hyogo                                   | Japonia                                 | Kobe Port Island Hall                   | —                                       | [ 99 ]                                  |
| 16 września 2023                        | Kanagawa                                | Japonia                                 | Pia Arena MM                            | —                                       | [ 99 ]                                  |
| 17 września 2023                        | Kanagawa                                | Japonia                                 | Pia Arena MM                            | —                                       | [ 99 ]                                  |
| 18 września 2023                        | Kanagawa                                | Japonia                                 | Pia Arena MM                            | —                                       | [ 99 ]                                  |
| 23 września 2023                        | Aichi                                   | Japonia                                 | Aichi Sky Expo Hall A                   | —                                       | [ 99 ]                                  |
| 24 września 2023                        | Aichi                                   | Japonia                                 | Aichi Sky Expo Hall A                   | —                                       | [ 99 ]                                  |
| 30 września 2023                        | Tokio                                   | Japonia                                 | Tokyo Ariake Arena                      | —                                       | [ 99 ]                                  |
| 1 października 2023                     | Tokio                                   | Japonia                                 | Tokyo Ariake Arena                      | —                                       | [ 99 ]                                  |
| 12 listopada 2023                       | Tokio                                   | Japonia                                 | Tokyo Dome                              | —                                       | [ 99 ]                                  |
| Łącznie                                 | Łącznie                                 | Łącznie                                 | Łącznie                                 | —                                       | [ 99 ]                                  |

### Treasure Tour: Reboot(2023–2024)
| Treasure Tour: Reboot (2023–2024) | Treasure Tour: Reboot (2023–2024) | Treasure Tour: Reboot (2023–2024) | Treasure Tour: Reboot (2023–2024) | Treasure Tour: Reboot (2023–2024) | Treasure Tour: Reboot (2023–2024) |
| Data                              | Miejscowość                       | Państwo                           | Obiekt                            | Frekwencja                        | Źródło                            |
| --------------------------------- | --------------------------------- | --------------------------------- | --------------------------------- | --------------------------------- | --------------------------------- |
| 15 grudnia 2023                   | Seul                              | Korea Południowa                  | KSPO Dome                         | 30 000                            | [ 100 ]                           |
| 16 grudnia 2023                   | Seul                              | Korea Południowa                  | KSPO Dome                         | 30 000                            | [ 100 ]                           |
| 17 grudnia 2023                   | Seul                              | Korea Południowa                  | KSPO Dome                         | 30 000                            | [ 100 ]                           |
| 6 stycznia 2024                   | Fukuoka                           | Japonia                           | Fukuoka PayPay Dome               | 300 000                           | [ 101 ] [ 102 ]                   |
| 12 stycznia 2024                  | Saitama                           | Japonia                           | Saitama Super Arena               | 300 000                           | [ 101 ] [ 102 ]                   |
| 13 stycznia 2024                  | Saitama                           | Japonia                           | Saitama Super Arena               | 300 000                           | [ 101 ] [ 102 ]                   |
| 14 stycznia 2024                  | Saitama                           | Japonia                           | Saitama Super Arena               | 300 000                           | [ 101 ] [ 102 ]                   |
| 20 stycznia 2024                  | Aichi                             | Japonia                           | Aichi Sky Expo                    | 300 000                           | [ 101 ] [ 102 ]                   |
| 21 stycznia 2024                  | Aichi                             | Japonia                           | Aichi Sky Expo                    | 300 000                           | [ 101 ] [ 102 ]                   |
| 3 lutego 2024                     | Osaka                             | Japonia                           | Kyocera Dome Osaka                | 300 000                           | [ 101 ] [ 102 ]                   |
| 4 lutego 2024                     | Osaka                             | Japonia                           | Kyocera Dome Osaka                | 300 000                           | [ 101 ] [ 102 ]                   |
| 10 lutego 2024                    | Fukui                             | Japonia                           | Sun Dome Fukui                    | 300 000                           | [ 101 ] [ 102 ]                   |
| 11 lutego 2024                    | Fukui                             | Japonia                           | Sun Dome Fukui                    | 300 000                           | [ 101 ] [ 102 ]                   |
| 14 lutego 2024                    | Aichi                             | Japonia                           | Nippongaishi Hall                 | 300 000                           | [ 101 ] [ 102 ]                   |
| 15 lutego 2024                    | Aichi                             | Japonia                           | Nippongaishi Hall                 | 300 000                           | [ 101 ] [ 102 ]                   |
| 22 lutego 2024                    | Hiroszima                         | Japonia                           | Hiroshima Green Arena             | 300 000                           | [ 101 ] [ 102 ]                   |
| 23 lutego 2024                    | Hiroszima                         | Japonia                           | Hiroshima Green Arena             | 300 000                           | [ 101 ] [ 102 ]                   |
| 2 marca 2024                      | Jokohama                          | Japonia                           | K-Arena Yokohama                  | 300 000                           | [ 101 ] [ 102 ]                   |
| 3 marca 2024                      | Jokohama                          | Japonia                           | K-Arena Yokohama                  | 300 000                           | [ 101 ] [ 102 ]                   |
| 4 maja 2024                       | Manila                            | Filipiny                          | SM Mall of Asia Arena             | —                                 | [ 103 ]                           |
| 18 maja 2024                      | Hongkong                          | Chiny                             | AsiaWorld–Arena                   | —                                 | [ 103 ]                           |
| 23 maja 2024                      | Bangkok                           | Tajlandia                         | Impact Arena                      | —                                 | [ 103 ]                           |
| 24 maja 2024                      | Bangkok                           | Tajlandia                         | Impact Arena                      | —                                 | [ 103 ]                           |
| 25 maja 2024                      | Bangkok                           | Tajlandia                         | Impact Arena                      | —                                 | [ 103 ]                           |
| 26 maja 2024                      | Bangkok                           | Tajlandia                         | Impact Arena                      | —                                 | [ 103 ]                           |
| 22 czerwca 2024                   | Kuala Lumpur                      | Malezja                           | Axiata Arena                      | —                                 | [ 103 ]                           |
| 29 czerwca 2024                   | Dżakarta                          | Indonezja                         | Indonesia Arena                   | —                                 | [ 103 ]                           |
| 30 czerwca 2024                   | Dżakarta                          | Indonezja                         | Indonesia Arena                   | —                                 | [ 103 ]                           |
| Łącznie                           | Łącznie                           | Łącznie                           | Łącznie                           | —                                 | [ 103 ]                           |

### Treasure Fanmeeting: Wonderland (2024)
| Treasure Fanmeeting: Wonderland (2024) | Treasure Fanmeeting: Wonderland (2024) | Treasure Fanmeeting: Wonderland (2024) | Treasure Fanmeeting: Wonderland (2024) | Treasure Fanmeeting: Wonderland (2024) | Treasure Fanmeeting: Wonderland (2024) |
| Data                                   | Miejscowość                            | Państwo                                | Obiekt                                 | Frekwencja                             | Źródło                                 |
| -------------------------------------- | -------------------------------------- | -------------------------------------- | -------------------------------------- | -------------------------------------- | -------------------------------------- |
| 6 lipca 2024                           | Kanagawa                               | Japonia                                | Pia Arena MM                           | —                                      | [ 104 ]                                |
| 7 lipca 2024                           | Kanagawa                               | Japonia                                | Pia Arena MM                           | —                                      | [ 104 ]                                |
| 13 lipca 2024                          | Hiroszima                              | Japonia                                | Hiroshima Green Arena                  | —                                      | [ 104 ]                                |
| 14 lipca 2024                          | Hiroszima                              | Japonia                                | Hiroshima Green Arena                  | —                                      | [ 104 ]                                |
| 18 lipca 2024                          | Hyogo                                  | Japonia                                | World Memorial Hall                    | —                                      | [ 104 ]                                |
| 19 lipca 2024                          | Hyogo                                  | Japonia                                | World Memorial Hall                    | —                                      | [ 104 ]                                |
| 20 lipca 2024                          | Hyogo                                  | Japonia                                | World Memorial Hall                    | —                                      | [ 104 ]                                |
| 24 lipca 2024                          | Nagoja                                 | Japonia                                | Nagoya International Exhibition Hall   | —                                      | [ 104 ]                                |
| 25 lipca 2024                          | Nagoja                                 | Japonia                                | Nagoya International Exhibition Hall   | —                                      | [ 104 ]                                |
| 10 sierpnia 2024                       | Fukuoka                                | Japonia                                | Fukuoka Convention Center              | —                                      | [ 104 ]                                |
| 11 sierpnia 2024                       | Fukuoka                                | Japonia                                | Fukuoka Convention Center              | —                                      | [ 104 ]                                |
| Łącznie                                | Łącznie                                | Łącznie                                | Łącznie                                | —                                      | [ 104 ]                                |

## Filmografia
Programy rozrywkowe
- YG Treasure Box (2018, V Live / YouTube / JTBC2)[105]
- T.M.I (Treasure Maker Interaction) (2020–, YouTube / V Live)[106]
- Treasure Map (2020, YouTube / SBS MTV / SBS FiL)[107][108]
- Fact Check (2020, YouTube / V Live)[109]
- 3-Minute Treasure (2020, YouTube / V Live)[109]
- T-Talk (2020, YouTube / V Live)[109]
- Treasure Studio (2020–2021, YouTube)[110]

Seriale internetowe
- It’s Okay, It’s Friendship (2021, YouTube)[111]
- The Mysterious Class (2021, YouTube)[112]